# Malkolm I av Skottland
Malkolm I av Skottland (engelska Malcolm, gaeliska Máel Coluim mac Domnaill), var kung av Skottland 943-954 och son till Kenneth MacAlpins bror Donald I.  
Malkolm utökade 945 sitt rike med Strathclyde, som han möjligen mottog i län av kung Edmund I av England, och stupade under striden om Northumberland med anglosaxare och danskar.